# 索利斯德馬陶霍
34°36′S 55°28′W / 34.600°S 55.467°W
索利斯德馬陶霍（西班牙語：Solís de Mataojo），是烏拉圭的城鎮，位於該國東南部，由拉瓦耶哈省負責管轄，距離蒙得维的亚約80公里，始建於1874年8月12日，海拔高度40米，2011年人口2,825。该地以航海家胡安·迪亚斯·德·索利斯的名字命名。